# 海外軽歩兵大隊
海外軽歩兵大隊（フランス語: Bataillon d'Infanterie légère d'Outre-Mer, BILOM）は、第二次世界大戦後にフランス国内の刑務所や捕虜収容所から集めたドイツ人戦争捕虜およびフランス人対独協力者によって構成されたフランス陸軍の部隊である。BILOMは3個大隊が設置されており、総戦力は半旅団規模だった。1948年7月6日に最初の大隊として、第1海外軽歩兵大隊（1re Bataillon d'Infanterie légère d'Outre-Mer）が設置された。

## 歴史
BILOMは、フランス領ギアナやフランス領ポリネシアなどの海外植民地に展開する占領/警察部隊となることを想定して編成された部隊であり、アンドレ・マリー司法大臣がフランス各地の刑務所の責任者に宛て、1948年5月27日に「国家に対する償い」のために海外で従軍することに興味のある政治犯の数を問い合わせる覚書を送ったことに端を発する:487。
元々、BILOMは後に従事することとなる対反乱作戦などではなく、フランス外人部隊に代わっていわゆるフランス植民地帝国を成す各植民地に展開することが想定されていた。当時は第一次インドシナ戦争の最中であり、外人部隊をインドシナ戦線に追加で派遣することが求められていたからである。
BILOM隊員の候補となったのは、旧ドイツ国防軍（陸海軍）および武装親衛隊に勤務していたドイツ人捕虜、民兵団や反共フランス義勇軍団（LVF）に勤務していた対独協力者のフランス人、あるいは第33SS武装擲弾兵師団の元隊員らを初めとするドイツ軍に志願した経歴を持つフランス人らであった。
BILOMでの勤務期間は、残りの刑期に応じて3年、4年、5年のいずれかとされた。15年を超える刑期を残している者、40歳以上の者は隊員として不適格とされた。
BILOMは外人部隊の一部ではなく、重装備を運用しない軽歩兵部隊と位置づけられていた。隊員らは刑務所からは解放されていたものの、法的な恩赦は与えられておらず、その自由は期限付きのものに過ぎなかった。元囚人らは将校になることが認められておらず、指揮を執ったのは植民地軍から出向した将校らだった。昇進資格も認められず、制服に記章を付けることもなかった。軍旗や部隊旗なども制定されなかった。一方、ペーチ大学のクリスチアン・ベネ博士（Krisztian Bene）によれば、BILOMでの勤務を終えた隊員には、「フランス社会への復帰」の機会が与えられたという。
1948年8月末、フランス共産党によるBILOM批判のキャンペーンが始まった。この頃までの入隊者は500人未満だった。共産党は政府の取り組みを批判し、対独協力者への「報復、正義、処罰」を要求した:491。

## 解散
1949年7月29日、BILOMの解散が宣言された。しかし、隊員のほとんどは安南現地人部隊隷下の支隊に所属を移して任務を継続した。この支隊が解散した後、一部はインドシナやアルジェリアのフランス軍部隊に移り、その他は市民生活に戻った  。